# Encyklopædi
En encyklopædi er et opslagsværk, der giver en oversigt over den menneskelige viden enten i almindelighed eller indenfor et afgrænset felt. Nationale encyklopædier opfattes ofte som en vigtig formidler af emner som historie og kultur i en national kontekst.
En encyklopædist er en forfatter af en encyklopædi eller dele deraf. Ordet bruges især om forfatterne af den oprindelige franske Encyclopédie i 1700-tallet.
Der kendes encyklopædi-lignende værker tilbage fra oldtiden. Den kolossale kinesiske Yongle-encyklopædi fra ca. 1400 var i mange århundreder verdens største opslagsværk. I den vestlige kultur var det dog 1700-tallets franske Encyclopédie, der blev epokegørende og stilskabende som en helt central institution i Oplysningstidens ambitioner om at sprede oplysning og fornuft ved at formidle viden på en klar og enkel måde. Den førte videre til guldalderen for trykte encyklopædier i 1800- og 1900-tallet i mange lande med eksempler som den engelsksprogede Encyclopaedia Britannica, den franske Larousse og den tyske Brockhaus. I 2000-tallet er de trykte encyklopædiers rolle udspillet, men nogle overlever i digitale udgaver, mens den født digitale Wikipedia med over 300 forskellige sprogudgaver er blevet verdens største encyklopædi, både målt i antallet af artikler og af læsere.
Der er blevet trykt adskillige danske encyklopædier i tidens løb, deriblandt de to nationalencyklopædier Salmonsens Konversationsleksikon og Den Store Danske Encyklopædi. Siden 2020 har der eksisteret to store gratis danske digitale encyklopædier med fri adgang og hver sin formidlingsfilosofi: Lex og den danske Wikipedia.

## Etymologi
Ordet kommer via middelalderlatin encyclopaedia fra græsk enkyklios paideia, af en 'i, ind' og kyklos 'kreds, ring' og paideia 'opdragelse, undervisning'. Dermed er en relativt ordret oversættelse af enycklopædi "alt, hvad der indeholdes i kredsen af viden".:12 

## Leksika og encyklopædier
Ordene "encyklopædi" og "leksikon" er begge benævnelser for opslagsværker og bruges i mange sammenhænge som synonymer. Førsteudgaven af Salmonsens Konversationsleksikon havde således den fulde titel Salmonsens Store Illustrerede Konversationsleksikon. En nordisk Encyklopædi, mens Den Store Danske Encyklopædi udgivet i 1994-2001 bar undertitlen "Danmarks Nationalleksikon".
Såvel leksika som encyklopædier kan koncentrere sig om et bestemt fagområde eller have som ambition at dække samtlige områder for menneskelig viden. En encyklopædi forudsættes dog ofte at give længere og grundigere fremstillinger i en fortællende form end et leksikon.

## Encyklopædiens historie
Trykte og udgivne encyklopædier havde deres storhedstid i 1800- og 1900-tallet, men deres historie i Vesten har rødder tilbage i antikkens og middelalderens arbejde med at kategorisere hele verden i et forsøg på at forstå verdens orden systematisk. Ordet encyklopædi i den nuværende betydning kendes tilbage til renæssancen i begyndelsen af 1500-tallet, hvor der blev skrevet flere encyklopædilignende værker.:12 

### Tidlige kinesiske og europæiske encyklopædier
Også andre kulturer end den vestlige har dog haft encyklopædier. En af de allerstørste af slagsen er Yongle-encyklopædien, som den kinesiske kejser Zhu Di, kendt som Yongle-kejseren, iværksatte så tidligt som i 1403. Mere end 2.000 forskere og embedsmænd arbejdede med kæmpeværket, der omfattede mere end 22.000 håndskrevne skriftruller.:57 
I den  vestlige tradition er et af de tidligste kendte eksempler på et opslagsværk romeren Plinius den ældres Naturalis Historia fra omkring 77 e.v.t. Selvom det ikke var en encyklopædi i moderne forstand, udgjorde værket en samlet systematisk oversigt over en række forskellige emner som historie, naturhistorie, militærteknik og sprog. I den tidlige middelalder skrev den spanske biskop Isidor af Sevilla omkring år 600 et stort værk, Ordenes Oprindelse, som var et forsøg på at fremstille tidens samlede kundskab med hensyn til verdslig såvel som kristen viden. Han blev aldrig færdig med værket, selvom han arbejdede på det i 30 år og skrev 448 kapitler. Ca. 500 år efter gentog den franske munk og historiker Vincent de Beauvais bedriften med Det store spejl, der var på næsten 10.000 kapitler i 10 foliobind. Beauvais' arbejde var i flere hundrede år indtil renæssancen en central europæisk kundskabssamling.:58-59 
Med bogtrykkerkunstens gennembrud blev bøger langt mere udbredte, og det fik også på længere sigt betydning for leksika og encyklopædier. Den engelske forfatter Ephraim Chambers udgav i 1728 Cyclopaedia; or an Universal Dictionary of Arts and Sciences. Den blev et forbillede for senere værker, blandt andet fordi den var struktureret ud fra et alfabetisk princip og indeholdt mange krydshenvisninger. Tidligere værker havde typisk været tematisk organiseret, hvilket er en mere logisk fremgangsmåde set fra forfatterens synspunkt, mens den alfabetiske tilgang omvendt gjorde værket mere lettilgængelig for læseren, der dermed ikke behøvede at sætte sig ind i de detaljerede principper for, hvordan værket var organiseret.:62f 

### Den franske Encyclopédie
Encyklopædien over alle encyklopædier blev imidlertid den franske Encyclopédie, ou dictionnaire raisonné des sciences, des arts et des métiers, der startede som et ønske om at oversætte Chambers' Cyclopaedia til fransk, men under ledelse af den engelskkyndige filosof Denis Diderot og matematikeren Jean le Rond d'Alembert udviklede sig til et langt mere ambitiøst projekt på 17 bind tekst og 11 bind med illustrationer i form af kobberstik. En række af tidens største intellektuelle som Jean-Jacques Rousseau og Voltaire bidrog. Kredsen blev kollektivt kaldt "encyklopædisterne" og blev en helt central institution i den kulturhistoriske periode, der er kendt som oplysningstiden. Encyklopædisternes ambition var at sprede oplysning og fornuft ved at formidle viden på en klar og enkel måde, og deres værk,  hvis første bind udkom i 1751, blev en samlende begivenhed for hele oplysningsbevægelsen, også uden for Frankrig. Det opnåede en udbredelse og berømmelse, som de færreste forlæggere kan drømme om.:66-70 

### Udbredelsen af nationale encyklopædier
Fra 1700-tallet kan man tale om tre hovedspor i encyklopædiens europæiske historie: den engelske, den franske og den tyske tradition. De kom til at spille hovedrollerne i udviklingen af den moderne encyklopædi og blev også forbillederne for de senere store danske opslagsværker. I Storbritannien udkom Encyclopaedia Britannicas første udgave i Edinburgh i 1768-1771 og dermed primært repræsenterede den skotske oplysning. Inspirationen var den franske Encyclopédie, og værket blev en bragende succes og blev ved med at udkomme i nye udgaver helt op til i dag, hvor den er skiftet til et onlineværk. I løbet af 1800-tallet skiftede den engelsktalende verdens tyngdepunkt fra Storbritannien til USA, og fra 1911 var redaktionen primært amerikansk, og udgivelsesbyen blev angivet som New York.:70-76 
I Frankrig blev leksikonforlaget Librairie Larousse (senere Éditions Larousse) toneangivende udgiver af såvel encyklopædier som andre opslagsværker, og i det tysktalende område blev navnet Brockhaus synonymt med den tyske genre, der under betegnelsen "Konversationsleksikon" især fokuserede på at kunne give opdaterede oplysninger til hjælp for den daglige dannede samtale. Brockhaus' udgaver afløste derfor meget hurtigt hinanden, så oplysningerne hele tiden var relativt nye, og det centrale kriterium for at medtage et emne var ikke et emnes vidensmæssige, men dets konversationsmæssige værdi. Brockhaus' værk blev meget populært og kom vedblivende i nye oplag indtil 2006, hvor den foreløbig sidste trykte udgave så dagens lys. Det var fra Brockhaus, at de første skandinaviske encyklopædier hentede både form, struktur og indhold. Brockhaus var dog ikke den eneste tyske udgiver på markedet. Forlæggeren Joseph Meyer udgav 1840-1855 første udgave af Meyers Konversations-Lexikon, der i markedsføringen slog på, at det dækkede naturvidenskab og teknik bedre end Brockhaus. De to konversationsleksika kom dog over tid til at ligne hinanden mere.:70-76 

### Wikipedia
I 1990'erne slog digitaliseringen igennem i den vestlige verden, og der opstod digitale encyklopædier som første trin i et fuldstændigt skifte fra trykte til netbaserede udgivelsesformer. Januar 2001 gik Wikipedia på nettet med en filosofi om en brugerstyret non-profit-internetencyklopædi, som alle ville kunne redigere. Wikipedia blev en gevaldig succes, som efterhånden nåede mere end 57 millioner artikler på mere end 300 forskellige sprog. Wikipedias succes gav også anledning til en stor international diskussion, om man ville kunne stole på indholdet, når det blev redigeret af alle former for ofte ukendte mennesker uden at gennemgå den redaktionelle proces, som man kendte fra traditionelle leksika.:113-117 
Wikipedias størrelse fik imidlertid efterhånden en stor del af kritikken til at forstumme, samtidig med at den brugerdrevne encyklopædi etablerede et internt kvalitetssystem, der skulle sikre, at artiklernes indhold var korrekt. Samtidig medførte det dog også, at ikke alle artikler i praksis kunne redigeres af hvem som helst uden at risikere at få deres bidrag fjernet igen. Samtidig ændrede Wikipedias eksistens betingelserne og arbejdsvilkårene for de traditionelle encyklopædier. Delvis tvunget af økonomien blev deres redaktioner gjort mindre, og processen med at udarbejde artikler blev ændret og gjort mere tilgængelig for ikke-ansatte. De trykte bøger forsvandt til fordel for digitale udgaver, hvilket imidlertid også betød, at de traditionelle indtægter fra bogsalget forsvandt. Med Wikipedia som en gratis konkurrent var det desuden vanskeligt for de traditionelle encyklopædier at tjene penge på en betalt digital udgave.:113-117 

## Encyklopædiens historie i Danmark

### Tidligste dansksprogede leksika
Det tidligste kendte forsøg på at skabe et dansksproget leksikon var embedsmanden Matthias Moths arbejde med en kombineret ordbog og leksikon fra 1600-tallets sidste halvdel. Moth færdiggjorde sit arbejde, Moths Ordbog, i 62 håndskrevne foliantbind, men de blev aldrig trykt. Til gengæld findes hans ordbog i dag som en app. Lidt senere påbegyndte Laurits Michael Frølund, der var præst i Faxe, et enormt arbejde med at kombinere en oversættelse af to fransksprogede opslagsværker i ét dansk værk, men nåede aldrig længere end til bogstavet G. I stedet begyndte udenlandske opslagsværker, herunder den franske Encyclopédie, at blive importeret til læsere i det københavnske borgerskab. Der opstod dog efterhånden efterspørgsel efter dansksprogede opslagsværker, og i 1796-1799 blev den tyske matematiker Georg Simon Klügels Encyklopädie oversat og udgivet på dansk.:76-79 
I årene 1816-1828 udgav overlæreren Hans Ancher Kofod en oversat og bearbejdet udgave af den toneangivende tyske Brockhaus' 3., 4. og 5. udgave. Kofods encyklopædi var på 28 bind og bar det udførlige navn Conversations-Lexicon eller encyclopædisk Haandbog over de i selskabelig Underholdning og ved Læsning forekommende Gjenstande, Navne og Begreber (osv.), med adskillige Forandringer og Tillæg overs. efter den tyske Originals Oplag. Kofods udgave indeholdt også udvidede eller nyskrevne artikler om danske  personligheder som ærkebiskop Absalon og digteren Malthe Conrad Bruun. Værket vandt stor udbredelse i både Danmark og Norge.:79 

### Nordisk Conversations-Lexikon
Det danske bogmarked var på dette tidspunkt i hastig forandring. Den industrielle revolution medførte teknologiske forbedringer, som gjorde bøger billigere, og efterspørgslen fra det fremvoksende borgerskab steg. Begge dele skabte et voksende marked, og der blev udgivet en række konversationsleksika på dansk i resten af århundredet. Det gjaldt således Forlagsbureauets Nordisk Conversations-Lexikon, hvis første udgave udkom 1858-1863. Værket udkom senere i yderligere to udgaver og skilte sig ud fra konkurrenterne på flere måder. Udgivelsen var et samarbejde mellem flere forlag, hvilket gav den et mere stabilt økonomisk grundlag. Samtidig havde værket et tydeligt skandinavisk fokus, og i dets tredje udgave fra 1889 indgik der norske og svenske medarbejdere i redaktionen. Men udgangspunktet var dog fortsat tysk i form af en oversættelse af Brockhaus' Kleines Konversationslexicon.:80f 
Andre danske 1800-tals-udgivelser:
- Cand. theol. Peter Larsen startede Almeennyttigt Dansk Konversations-Lexikon over det Videværdigste i Naturen, Livet, Kunsten og Videnskaben, fra den ældste til den nyeste Tid, efter Brockhaus’ tyske Original, nyeste Udg. Med udførligere Behandling af de nordiske Riger. Udgivet af et Selskab (8 bind, København 1849-60, 2. udgave i 6 bind, 1870-73).
- 1889 udkom i 1 bind Dansk Folkebibliotheks Konversationsleksikon.
- 1891 begyndte udgivelsen af Allers illustreret Konversations-Leksikon redigeret af George Lütken (6 bind, 1891-99; ny udgave 1906 ff.)
- Illustreret Konversations-Leksikon. En Haandbog for alle blev redigeret af Frederik Winkel Horn (9 bind, 1891-1900; ny udgave ved Erling Rørdam, 1906 ff.).

### Salmonsen
Den dominerende danske encyklopædi i et helt århundrede skulle imidlertid blive Salmonsens Konversationsleksikon, der kom i to store udgaver i henholdsvis 1893-1907 og 1915-1930 udover flere mindre udgivelser. Salmonsen var et meget ambitiøst projekt, der allerede fra den første udgivelse i 1893 blev opfattet som noget helt særligt. Denne gang var der ikke tale om en bearbejdet oversættelse fra tysk, men en encyklopædi, der var skrevet af danske (og adskillige norske) eksperter fra grunden af. Udgivelsen af det første bind i 1893 blev nærmest fejret som en danmarkshistorisk begivenhed, der blev set som et vigtigt skridt for dansk kultur, og leksikonet fik siden status som en vigtig national kulturel reference.:3ff  Salmonsen blev Danmarks første nationalencyklopædi og bevarede denne status  trods sin efterhånden fremskredne alder indtil udgivelsen af Den Store Danske Encyklopædi i 1994.:35 
Såvel første- som andenudgaven, der begge blev udgivet på Schultz Forlag, blev store salgssucceser. Artiklerne var navngivne, så man kunne læse, hvem af de hundredevis af tilknyttede eksperter der havde skrevet hver enkelt artikel. Blandt bidragyderne var mange af datidens kendte personer. Andenudgaven bestod af 26 indbundne bind med 127.000 opslagsord, hvoraf 99.000 var egentlige artikler og resten henvisninger.:82ff 
Bogmarkedet ændrede sig igen i løbet af 1900-tallet, og markedet for store bind- og teksttunge værker virkede mindre. En tredje udgave af Salmonsen, der kom 1937-1940, hed derfor Den lille Salmonsen og var med 12 bind noget mindre end de to tidligere udgavers 19 og 26 bind. Endnu mere drastisk beskåret var den fjerde og sidste udgave, Den nye Salmonsen i 1949, som var et étbindsværk, omend meget kompakt med 70.000 artikler. Et leksikontidsskrift, Salmonsen Leksikon-Tidsskrift, udkom fra 1941, men gik ind i 1957 på grund af begrænset læserinteresse.:15-54  I 1967 påbegyndte Gyldendal forberedelsen af en ny Salmonsen-udgave, Den Store Salmonsen, der skulle omfatte 24 bind, men i 1971 opgav forlaget pludselig igen planerne, inden første bind var blevet udgivet.:82ff 

### Lademanns leksikon
En mere folkelig encyklopædi i form af Lademanns leksikon blev lanceret i 1969 og udbredt gennem bogklubben Union. Værket satsede på det brede og populære, både hvad angik pris, indhold og materiale. Der var kortere, enklere skrevne artikler og flere billeder end i Salmonsen, og fremmedord og kildehenvisninger blev undgået. Selve værket var dog stadig stort: Førsteudgaven fra 1970-1978 var på 20 bind samt to supplementsbind, og andenudgaven (udsendt1982-1989) var på 30 bind. Leksikonet blev populært, også i mange hjem, hvor et så stort opslagsværk ellers aldrig ville være blevet indkøbt. I alt blev det solgt i en halv million eksemplarer. Værket blev både en slags folkets encyklopædi og en klassemarkør.:97-105 

### Den Store Danske
Den sidste store danske trykte encyklopædi blev Den Store Danske Encyklopædi. Inspireret af den svenske succes med værket Nationalencyklopedin fra 1989 forsøgte Gyldendal sig igen med et nyt stort encyklopædiprojekt. Denne gang var forudsætningen dog en betydelig statsstøtte og desuden et stort millionbeløb fra Augustinus Fonden. I 1991 blev planerne om det nye "nationalleksikon" offentliggjort, og selve værket udkom med 20 bind fra 1994 til 2001. Det officielle formål var at "spejle den menneskelige viden, set fra et dansk perspektiv" med 115.000 nyskrevne artikler skrevet af 3.500 danske specialister bistået af 100 redaktører. Værket blev solgt i 35.000 eksemplarer frem til 2001. Udgivelsen fandt imidlertid sted samtidig med digitaliserings gennembrud. Da værket begyndte at udkomme, var internettet stadig ikke tilgængeligt for de fleste, men det var blevet hverdag, da de sidste bind udkom og fik også store konsekvenser for Den Store Danske. Tre år efter det sidste ordinære bind udsendte Gyldendal hele værket på cd-rom til en pris, der var mindre end en tiendedel af den oprindelige trykte udgave, og senere blev værket udgivet på en dvd. Begge medier var dog overgangsværker, der blev overhalet af internettet. I 2006 blev den første internetudgave af Den Store Danske lanceret. Den krævede abonnementsbetaling, men i 2009 blev den gratis og tilgængelig for alle under navnet denstoredanske.dk. Den fortsatte vedligeholdelse gav dog underskud, og i 2017 meddelte Gyldendal, at man ville lukke projektet og webstedet.:109-119 

### Dansk Wikipedia
I mellemtiden var den danske udgave af Wikipedia blevet etableret i februar 2002. Den voksede langsomt i starten. Et år senere rummede den 860 dansksprogede artikler. I 2006 nåede den dog over 52.000 artikler, og i 2021 havde den ca. 269.000 artikler. Den blev hurtigt anvendt af mange danskere og var ikke mindst populær hos skoleelever og studerende. Samtidig kom den samme diskussion i Danmark som i udlandet, om indholdet var pålideligt som følge af den frie og typisk anonyme redigeringsproces. For den danske Wikipedia gjaldt desuden den problemstilling, at selvom artiklerne var dansksprogede, byggede de ofte på en oversættelse fra den engelske udgave og gengav dermed ikke verden fra en dansk synsvinkel.:115-119 

### Lex
Meddelelsen om lukningen af denstoredanske.dk gav anledning til en offentlig debat om behovet for en autoriseret nationalencyklopædi, der kunne besvare alverdens spørgsmål fra en danske vinkel. Da også adskillige politiske partier gav tilsagn om støtte, besluttede Gyldendal i første omgang fortsat at give adgang til denstoredanske.dk's artikler, men uden at fortsætte opdateringen. En række kulturinstitutioner dannede dog Foreningen Lex.dk med en plan for en ny digital vidensplatform, der udover artiklerne fra Den Store Danske skulle bygge på andre værker og desuden skrive nye. I maj 2020 blev platformen lex.dk åbnet.:118-134 
Dermed fandtes nu to store internetbaserede encyklopædier i Danmark med hver sit koncept - Lex med en række ansatte eksperter som bidragydere og finansieret af stats- og fondsmidler samt Wikipedia, der blev drevet af en skare frivillige med bidragydere, der var ukendte, men til gengæld i stigende grad byggede på eksplicitte kildeangivelser fra det, som defineres som troværdige kilder. Og begge med langt flere artikler, end selv den gamle Salmonsen rådede over.:118-134 

## Sammenligning af danske encyklopædier
Antal opslag i forskellige danske encyklopædier:
| Encyklopædi                      | Antal opslag                                                                         | Type   |
| -------------------------------- | ------------------------------------------------------------------------------------ | ------ |
| Wikipedia                        | 307.171                                                                              | Online |
| Lex                              | 245.000                                                                              | Online |
| Salmonsens konversationsleksikon | i første oplag ca. 127.000, hvoraf 99.000 er egentlige artikler, resten henvisninger | Trykt  |
| Den Store Danske Encyklopædi     | 115.000:112                                                                          | Trykt  |
| Lademanns Leksikon               | 87.000                                                                               | Trykt  |
| Nordisk Conversations-Lexikon    |                                                                                      | Trykt  |

### Sammenligning mellem dansk Wikipedia og Lex
Efter Lex's etablering i 2020 findes nu to store internetbaserede og frittilgængelige danske encyklopædier i form af dels Lex, dels den danske Wikipedia-udgave. De to encyklopædier har både ligheder og forskelle. Lighederne går på den altomfattende emnekreds og bekendelsen til den encyklopædiske tradition, den digitale tilgang og den frie læseradgang, mens forskellene går på finansiering og eventuel aflønning af bidragyderne samt på kilden til oplysningernes troværdighed. Lex er dels offentligt, dels fondsfinansieret og drevet af betalt arbejdskraft, mens den danske Wikipedia er skrevet og vedligeholdt af frivillige. Lex angiver ikke kilderne til encyklopædiens oplysninger, men troværdigheden hviler på autoriteten hos de navngivne forfattere, der ofte er forskere indenfor emnet. På Wikipedia er forfatterne typisk anonyme, men troværdigheden kommer i stedet fra, at de enkelte oplysninger, især de kontroversielle, skal være forsynet med troværdige kilder. Samtidig er der en kollektiv selvjustits, hvor utroværdige eller partiske oplysninger hurtigt kan fjernes af andre brugere.:118-134  Denne kontrolmekanisme er dog mest sikker for de artikler, som vedligeholdes af flere skribenter.
Dansk Wikipedia og Lex er ofte blevet sammenlignet i diskussioner om, hvordan man kan finde pålidelig viden på dansk på nettet. Både da Gyldendal indstillede opdateringen af Den Store Danskes digitale udgave i 2017, da Lex.dk blev oprettet i 2020 og ved senere diskussioner om størrelsen af den offentlige støtte til Lex, henviste de ansvarlige således til konkurrencen fra Wikipedia.
Lex beskyldte ligeledes i 2023 Google for at favorisere Wikipedia ved søgninger på nettet. Wikimedia Foundation, stiftelsen bag Wikipedia, afviste, at der fandtes en aftale om, at Google skulle promovere søgeresultater fra Wikipedia.

#### Størrelse og læsertal
På den danske Wikipedia var der i februar 2025 ca. 306.500 artikler, mens Lex angav alt i alt at have ca. 245.000 artikler, som var summen af artikler fra Den Store Danske, Trap Danmark og de 13 øvrige opslagsværker på platformen. Med hensyn til læsertal havde dansk Wikipedia i 2023 245 millioner sidevisninger, mens Lex ifølge sin årsrapport havde 37,5 millioner sidevisninger i 2023.